# Imamah
Imamah o Imamato (árabe: إِمامة imāma, imāmat) es el término que se usa para describir el oficio del imán en las diferentes ramas del islam. En las obras de la jurisprudencia musulmana, tanto chiitas como sunitas, la palabra "imán" hace referencia al líder del estado musulmán. El término imán también se usa en otros contextos religiosos (por ejemplo, como un líder de oración). 
El uso más frecuente del término ocurre en el islam chiita. Para el chiismo, el imamato es una doctrina que afirma que ciertos individuos del linaje del profeta islámico Mahoma deben ser aceptados como líderes y guías de la umma (comunidad musulmana) después de la muerte de Mahoma. La doctrina del Imamah afirma además que los imanes poseen conocimiento y autoridad divinos (Ismah), además de ser parte de Ahl al-Bayt, la familia de Mahoma. Estos imanes tienen la función de proporcionar comentarios e interpretación del Corán, así como de dar guía.

## Etimología
La palabra "Imam" o "Imán" denota una persona que se mantiene o camina "delante". Para el Islam sunita, la palabra se utiliza comúnmente para referirse a una persona que dirige el curso de la oración en la Mezquita. También se refiere al líder de una madhab ("escuela de pensamiento"). Sin embargo, desde el punto de vista de los chiitas este es simplemente el significado básico de la palabra en la lengua árabe y, respecto a su uso religioso apropiado, la palabra "Imam" se aplica exclusivamente a los miembros de la Casa del Profeta designados como infalibles por el Imam anterior. El Imamato es uno de los principios centrales de la creencia del islam chiita. Imama/Imamat significa la característica de ser Imam (o Imán) y también el régimen dirigido por este. Imam, desde el punto de vista de la filología significa "líder" y "abanderado" y también desde el punto de vista chiita significa sub-regencia del Profeta del Islam y el liderazgo de los Imames.

## El Imamato en el sunismo
En la teoría política sunita, el imán era el jefe del estado musulmán, cuya responsabilidad era garantizar que el estado operara de la manera islámica correcta. Era al imán a quien los musulmanes debían pagar sus limosnas (azaque) y el impuesto sobre la tierra (jarach). Era con el imán con quien las comunidades minoritarias (como los cristianos o los judíos, comúnmente denominados "la gente del libro" o ahl al-dhimma) negociaban los acuerdos de protección. También era el imán quien lideraba al estado en la guerra contra los enemigos del islam. Si bien en los tratados teóricos de jurisprudencia siempre se usó el término imán, en la práctica los líderes que ejercían estas funciones eran llamados de maneras distintas, con términos como califa, sultán, emir e incluso jeque.

## El Imamato en el chiismo
El imanato es uno de los pilares del chiismo, que le aparta de la interpretación mayoritaria del islam en la que todos los creyentes son iguales ante Dios. Para los chiíes, Dios no puede admitir que el hombre camine hacia su perdición, y por ello envió a los profetas para guiarle. La muerte de Mahoma, sin embargo, puso fin al ciclo profético según la creencia general del islam. Ya que no hay profetas, es necesario un garante espiritual de la conducta humana, que sea al mismo tiempo prueba de la veracidad de la religión y guía de la comunidad: el imán.
Para todos los chiitas, el imán es un descendiente de Ali (primo y yerno del profeta Mahoma), que tenía autoridad tanto religiosa como política. Se afirmaba comúnmente que el imán había heredado estos roles del profeta Mahoma. En este sentido, un imán era similar a un profeta. Sin embargo, en otros aspectos, el imán se diferenciaba de un profeta, particularmente en que se cree que el imán no recibe una revelación divina (wahy), sino que es "inspirado" para liderar a la comunidad. Esto se atribuye a que el imán goza de una relación inusualmente cercana con Dios, a través de la cual Dios guía al imán, y el imán a su vez guía al pueblo.
Los chiitas creen en, la narración del profeta del Islam que dijo: cualquier persona que muera y no conociese el Imam de su etapa, esta persona es como la persona que murió antes de Islam (y no es musulmán). Conocer de Imam es condición de aceptar el Islam de la gente que elige esta religión.
Las divisiones entre las diversas variantes del chiismo contemporáneo (duodecimanos, zaydíes e ismailíes) son, principalmente, sobre cuestiones relativas al imamato, como la identidad y número precisos de los imanes, así como respecto a cómo deben definirse la autoridad y funciones de los imanes. Los imamíes, el grupo más numeroso actualmente entre los chiíes, creen en doce imanes, y de allí su apelativo común de "Ithna' 'asharis’" o "Duodecimanos." Los imamíes consideran que el título de Imán es hereditario, y que su último representante, el duodécimo imán Muhammad al-Mahdi, según la tradición, "desapareció" en el año 873 y vive desde entonces en ocultación (el mahdi o imán oculto), rigiendo desde la sombra los destinos de la comunidad. En cuanto a los ismailíes, todas sus variantes tienden a aceptar en general a los mismos cuatro imanes que aceptan los chiíes zaydíes y los primeros seis imanes de los duodecimanos. Las variantes Nizaríes y Musta'líes se conocen colectivamente como ismailíes fatimíes o fatimitas, en contraste con los ismailíes septimanos. Los zaidíes consideran que Zayd ibn Ali fue el quinto imán, en vez de su hermano Muhammad al-Baqir, que es aceptado por ismailíes e imamíes (duodecimanos). Los duodecimanos aceptan a Musa ibn Ya'far como sucesor de Ya'far as-Sadiq, en tanto que los fatimíes considerar que es su hermano mayor Isma'il ibn Yá'far quien fue el siguiente imán, seguido por su hijo Muhammad ibn Isma'il. Los septimanos consideran que Isma'il ibn Ya'far (o su hijo Muhammad ibn Isma'il) fue el último Imán y Mahdi oculto.

### Características y Responsabilidades del Imam
El imamato (liderazgo) posee en el Islam un sentido amplio, que abarca tanto el liderazgo intelectual como la autoridad política, y el Imam después del fallecimiento del Profeta, y para la preservación de su legado y objetivos y como continuidad de su conducción, debe ser alguien capaz de enseñar a la gente la cultura coránica, las verdades religiosas y las disposiciones sociales, alguien digno de ser seguido (e imitado) en todos los aspectos, métodos y dimensiones.
La discusión más extensa de la teoría chiita del imamato se encuentra dentro de la tradición del chiismo duodecimano. Los imamíes o duodecimanos reciben ese nombre debido a su creencia en doce imanes (Ali, seguido de once descendientes), el último de los cuales creen se ha ocultado de forma semipermanente (ghayba), para regresar en algún momento en el futuro a juzgar a la humanidad. 
Los chiitas duodecimanos comparten con algunos teólogos isma'ilitas un argumento racional a favor de la existencia del imán: Dios no dejaría el mundo sin algún tipo de "guía" (huda) para la humanidad, porque hacerlo significaría que es indiferente (negligente hacia su creación) e injusto (en el sentido de que las personas serían castigadas en el más allá por pecados cometidos debido a la falta de guía de Dios). El imán, entonces, se convierte en una condición necesaria para la continuación de la vida religiosa de la humanidad en el mundo. Entre los duodecimanos han ocurrido varios esfuerzos exegéticos por identificar a los imanes con ciertas expresiones dentro del Corán. El Corán 7: 181, por ejemplo, menciona personas creadas por Dios para "guiar [a los seres humanos] a la verdad". Esto es interpretado por escritores duodecimanos como al-Tabarsi (m. 1158) como una clara referencia a los imanes. El teólogo duodecimano al-Shayj al-Tusi (m. 1067), por ejemplo, describe entre las cualidades de un imán la designación (nass) por un imán anterior, la omnisciencia, el ser el más excelente (afdal) del pueblo, y (especialmente) el ser infalible (ma'sum).
Así, desde el punto de los duodecimanos hay unas propiedades o características para los Imames y son:
1. Infalibilidad o Ismah los doce imames y el profeta del Islam y Fátima al-Zahra. Según la aleya de Tathir: Ciertamente, Dios quiere apartar de vosotros la impureza ¡Gente de la Casa! (Ahl-ol-Bayt) y purificaros absolutamente. (Sura Al-Ahzab, Aleya 33).
  - Ellos son La Gente de la Casa (Ahl-ol-Bayt) y no cometen ningún pecado, porque un líder y patrón de la gente debe ser invulnerable al pecado, para que pueda dirigir la gente y la gente puede confiar en sus dichos.[7] A lo largo de la historia de las discusiones doctrinarias en el Islam se ha debatido sobre la necesidad o no de establecer como doctrina de fe, la infalibilidad de los Profetas y los Imames. Por su parte la escuela chiita es unánimemente acorde sobre la impecabilidad e infalibilidad, ismah, del Imam, y afirman que sólo quien posea esta cualidad fundamental es apto para el Imamato, en virtud de la sensitiva y grave naturaleza de dicha función.[6]
2. Justicia: los Imames no invaden derechos de Dios y otros y sus mismos. Estos derechos son según lógico.
3. Ciencia: los imames son sabios y saben todos mandatos de Dios y contestan cualquier pregunta, por eso después del profeta interpretan los asuntos de la religión.
4. Evidencia: los Imames son evidencias de Dios en cada etapa. Es decir la vida religiosa realiza por ellos. Y por eso sus dichos y sus actos son signos para nuestras vidas.
5. Potestad: el concepto de esta palabra un poco es difícil y casi significa autoridad y es una autoridad perfecta y espiritual.[8][9]

Con respecto a las funciones del imam, los duodecimanos enfatizan dos:
1. Referente religioso: desde el punto de vista de los duodecimanos después del profeta, responder a las preguntas es una función del Imam. Los Imames tienen tarea de parte de Dios de explicar los asuntos de religión.
2. Liderazgo social: esta situación es necesaria en la comunidad y solo una persona que sea sabia y sepa todo (omnisciencia) puede ser líder. Según esta Aleya la potestad y autoridad pertenece a Ali Ibn Abi-Talib: En verdad, vuestros Señores y patrón, son solamente Dios y Su Mensajero y aquellos que tienen Autoridad espiritual y fe, que hacen la oración y dan limosna mientras están inclinados rezando.(55) (Sura Al-Maidah)

Dijo Abu Dar al-Gafari: «Un día estaba rezando con el Mensajero de Dios en la mezquita cuando entró un mendigo pidiendo ayuda a la gente que había allí, nadie le dio limosna. Ali ibn Abi Talib que estaba soliviando (ruku‘) en mitad de la oración, abrió su mano derecha, en uno de sus dedos llevaba un pequeño anillo, hacia al mendigo. El mendigo se le acercó y sacó el anillo de su dedo.» En este momento se descendió esa aleya.

### Imames del chiismo duodecimano
La característica fundamental del chiismo duodecimano o imamí es el reconocimiento de la autoridad de doce imanes sucesivos (líderes espirituales) que eran miembros o descendientes de ahl al-bayt (la familia inmediata del profeta Mahoma). Afirman que su autoridad se transmitió a lo largo del tiempo a través del linaje de la hija de Mahoma, Fátima, y su esposo, Ali. El chiismo duodecimano identifica al primer imán como el primo y yerno de Mahoma, Ali ibn Abi Talib. En el chiismo duodecimano, el término imán se refiere a aquellos miembros de ahl al-bayt que son verdaderos líderes espirituales de la comunidad musulmana independientemente de cualquier reconocimiento político (o su ausencia) en el mundo islámico en general. Creen que después de Ali, el imamato pasó a sus hijos, Hasan y Husáin sucesivamente.
Un punto de inflexión importante en el desarrollo de la doctrina duodecimana ocurrió con la muerte de Hasan al-Askari, el undécimo imán (m. 874). A diferencia de escépticos en la comunidad que afirmaban que Hasan había muerto sin dejar un hijo como líder de los chiitas, los duodecimanos afirman que de hecho tuvo un hijo, llamado Abu al-Qasim Muhammad, que según ellos fue desconocido para sus contemporáneos por haber sido ocultado por Dios (ghayba) para protegerlo de sus enemigos. Desde esta ocultación este “Imam Oculto” brindaba orientación a su comunidad a través de una serie de agentes, que se reunían con él y transmitían sus directrices al mundo. De acuerdo con la doctrina duodecimana, si bien desde 941 no hay agentes que consulten con el Imán Escondido directamente o que transmitan sus instrucciones a los fieles, está vivo y un día regresará a la tierra como el Mahdi, "el correctamente guiado por Dios", y purgará a la tierra de toda la injusticia que la ha manchado desde el momento en que a Ali, Husáin y los demás miembros de ahl al bayt se les negara el reconocimiento político al que tenían derecho. Por esta razón, el duodécimo imán recibe el nombre de al-Muntazar ("el Esperado"), en tanto los duodecimanos esperan con ansia el regreso del Mahdi como el comienzo del Día del Juicio. Los doce imanes son:
| N.º | Moderno (caligrafía) Imagina | Nombre (completo) Apodo (kunya)   | Título                                                                 | Años de nacimiento y muerte Lugar de nacimiento   | Importancia | Causa y lugar de la muerte Lugar de entierro |
| --- | ---------------------------- | --------------------------------- | ---------------------------------------------------------------------- | ------------------------------------------------- | --- | --- |
| 1   |                              | Ali ibn Abi Tálib Abu al-Hasan    | Amir al-Mu'minin                                                       | 600-661 Meca, Hiyaz, Península arábiga            | Es el primer Imam de los chiitas y el legítimo sucesor de Mahoma. Para los sunitas, es el cuarto sucesor de Mahoma. A lo largo de su vida, tenía roles importantes en Islam. Y sus dichos importantes se han recogido en un libro por Sayyed Razi, en Nahch al-balaghah (La cumbre de la elocuencia).                                                                | Martirizado en la Mezquita de Kufa, Irak, por Abd al-Rahman Ibn Mulŷam, un jariyita, que recortó su cabeza con una espada envenenada mientras rezaba. Enterrado en Náyaf, Irak. |
| 2   |                              | Hasan ibn Ali Abu Muhammad        | Al-Mūŷtabā                                                             | 625-670 Medina, Hiyaz, Península arábiga          | Es el nieto mayor del profeta del Islam a través de su hija, Fátima az-Zahra. Hasan sucedió a su padre como califa en Kufa, pero después de un reinado de siete meses, abandonó el control de Irak después de un tratado de paz con Muawiya I. | Según la creencia de los chiitas, Hasan Ibn Ali fue envenenado por su esposa en Medina por mandato del califa Muawiya. Enterrado en el camposanto de Al-Bakú, Medina.           |
| 3   |                              | Husayn ibn Ali Abu Abdillah       | Sayyid ash-Shuhada                                                     | 626-680 Medina, Hiyaz, península arábiga          | Él es nieto del profeta del Islam y el hermano menor de Hasan Ibn Ali. Husayn rechazó la legitimidad de califa de Yazid, y cuando por los pedidos de la gente de Kufa, viajó a Kufa, en la tierra de Karbala por los compañeros de Yazid se martirizó con sus compañeros y su familia. La conmemoración del martirio de Huséin Ibn Ali es un lugar muy para chiitas. | Asesinado y decapitado en la batalla de Karbala. Enterrado en Karbala, Irak. |
| 4   |                              | Ali ibn Husayn Abu Muhammad       | Al-Sajjad Zayn al-'Abidin                                              | 658/59–712 Medina, Hiyaz, Península arábiga       | Autor de oraciones en Al-Sahifa Al-Sajjadiyya que se conoce como "El Salmo de la Casa del Profeta". | Fue envenenado por orden del califa Al-Walid I en Medina. Enterrado en el camposanto de Al-Bakú, Medina.                                                                        |
| 5   |                              | Muhammad ibn Ali Abu Ya'far       | Baqir al-Ulum                                                          | 677–732 Medina, Hiyaz, Península arábiga          | Según los dichos de los chiitas y sunitas él educaba a muchos estudiantes y muchos de los Hadices de los chiitas son suyos. | Fue envenenado por Abdallah Ibrahim Ibn Walid ibn 'en Medina por orden del califa Hisham Ibn Abd al-Málik. Enterrado en el camposanto de Al-Bakú, Medina.                       |
| 6   |                              | Yaafar ibn Muhammad Abu Abdillah  | As-Sadiq                                                               | 702–765 Medina, Hijaz, Península arábiga          | Estableció la escuela Ya'fari. Él enseñó a muchos estudiosos de las sectas diferentes, entre ellos Abu Hanifa y Málik ibn Anas en fiqh, Wasil Ibn Ata y Hisham Ibn Hakam en teología islámica y Jaber Ibn Hayyan en la ciencia y la alquimia. | Fue envenenado en Medina por orden del califa Mansur. Enterrado en el camposanto de Al-Bakú, Medina.                                                                            |
| 7   |                              | Musa ibn Yaafar Abu ul-Hasan      | Al-Kazim                                                               | 744–799 Medina, Hiyaz, Península arábiga          | Después de la muerte del Imam anterior, Yaáfar al-Sadiq llegó a ser líder de la comunidad chiita, durante el cisma ismailí y otras ramas. Él estableció la red de delegados que recogieron los Jums en la comunidad chií de Oriente Medio y el Jorasán. | fue envenenado en Bagdad, Irak por orden del califa Harún al-Rashid. Enterrado en el santuario Kazimayn, Bagdad, Irak.                                                          |
| 8   |                              | Ali ibn Musa Abu al-Hasan II      | Ar-Rida                                                                | 765–817 Medina, Hiyaz, Península arábiga          | Se invitó a Jorasán y hecho príncipe heredero por el califa Al-Mamún; era conocido por sus discusiones y debates con musulmanes y eruditos religiosos de otras religiones. | Fue envenenado en Mashhad, Irán, por orden del califa Al-Mamún. Enterrado en el santuario del Imam Reza, Mashhad, Irán.                                                         |
| 9   |                              | Muhammad ibn Ali Abu Yaafar       | Al-Taqi al-Jawad                                                       | 809/810–835 Medina, Hiyaz, Península arábiga      | Conocido por su generosidad y piedad en medio de la persecución por el califato abasí y los debates con los científicos religiosos en edad de infancia. | Fue envenenado por su esposa, la hija del califa Al-Mamún, en Bagdad, Irak por orden del califa Al-Mu'tásim. Enterrado en el santuario Kazmain, Bagdad, Irak.                   |
| 10  |                              | Ali ibn Muhammad Abu al-Hasan III | Al-Hadi Al-materia                                                     | 828–868 Surayya, un pueblo cerca de Medina, Hiyaz | Él estableció la red de delegados que recogieron los Jums en la comunidad chiita y enseñó ciencias religiosas. | Fue envenenado en Samarra, Irak, por orden de califa Al-Mu'tazz. Enterrado en Samarra, Irak.                                                                                    |
| 11  |                              | Hasan ibn Ali Abu Muhammad        | Al-Askari                                                              | 845/6-874 Medina, Hiyaz, Península arábiga        | Después de la muerte del padre de Hasan al-Askari, el califa abasí Al-Mu'támid puso unas restricciones en toda su vida. Durante este tiempo, la represión de las comunidades chiitas era muy importante y estaba en crecimiento. | Fue envenenado por orden del califa Al-Mu'támid en Samarra, Irak. Enterrado en Samarra, Irak.                                                                                   |
| 12  |                              | Muhammad ibn Hasan Abu ul-Qásim   | Mahdi Imam Oculto Huyyat Sahib al-Zaman Sahibu'l-Amr Qaim Baqiyyat Alá | 868– Samarra, Irak                                | Según la doctrina Duodecimana chiita, él está vivo y volverá con Jesucristo. Se restablecerá el gobierno legítimo del Islam, llenará la tierra con la justicia y la paz por su gobierno mundial. | Según la doctrina chií, que ha estado viviendo en la ocultación desde 874 CE, y seguirá viviendo como hasta que Dios quiera.                                                    |

### Imames del chiismo isma'ilí
Todas las sectas ismailíes comparten aproximadamente los primeros cuatro imanes con los chiitas zaydíes y los primeros seis imanes con los duodecimanos. Los ismailíes Nizaríes y Mustalíes también se conocen colectivamente como ismailíes fatimidas, en contraste con los ismailíes septimanos. Después de Ali ibn Husayn (el cuarto imán), los zaydíes consideran a Zayd ibn Ali como el siguiente Imam en lugar de su hermano mayor Muhammad al-Baqir, quien es considerado el siguiente imam tanto por los ismailíes como por los duodecimanos. Después de Ya'far al-Sadiq (el sexto imam), los duodecimanos consideran a Musa ibn Ya'far como el siguiente imam, en tanto que los ismailíes fatimidas consideran a su hermano mayor Isma'il ibn Yá'far como el siguiente imam, seguido por su hijo Muhammad ibn Isma'il. Según la tradición, Ya‘far había nombrado sucesor a su primogénito Isma'il ibn Yá'far, pero este murió unos años antes que su padre. La parte de la comunidad chií que más adelante formaría la rama de los duodecimanos decidió que le sucediera su otro hijo, Musa, como séptimo imán. El grupo llamado después ismailí, sin embargo, no admitió la muerte de Ismaíl y extendieron la creencia de que se había ocultado y que volvería al final de los tiempos como al-Mahdi.
Los ismailíes septimanos consideran que Isma'il ibn Yá'far, o su hijo Muhammad ibn Isma'il, es el último Imam y Mahdi oculto. Los chiitas ismailitas han argumentado constantemente que el imán es el actual varón mayor de una larga línea de descendientes del Profeta y de Isma'il ibn Yá'far (el tataranieto del Profeta). Isma'il fue padre de Muhammad ibn Isma'il, y todos los imanes ismailitas, supuestamente, descienden de él. Los ismailitas se han dividido en varios grupos durante los últimos mil años. Algunos creen que la línea de imanes ha desaparecido y ha sido reemplazada por una línea de “propagadores” (du'at), mientras que muchos otros han reconocido una línea de imanes que se extiende hasta el día de hoy. El poseedor actual del imamato (según estos ismailíes nizaríes), es Karim Khan Agha Khan (Aga Khan IV), quien se convirtió en imán en 1971.